# هینریش رومایکه
هینریش رومایکه (آلمانی: Hinrich Romeike؛ زادهٔ ۲۶ مهٔ ۱۹۶۳) سوارکار اهل آلمان بود.
وی همچنین برندهٔ جوایزی همچون برگ بوی نقره‌ای شده‌است.